# Thanet Aphornsuvan
Thanet Aphornsuvan (Bangkok, 27 de abril de 1948) es un historiador político y social de Tailandia
Bachelor of Arts por la Universidad de Rochester y Master en la Universidad de Nueva York, donde también se doctoró en Historia.
Inició su carrera profesional como editor asistente de The Social Science Review en 1973. Tras doctorarse fue editor del Thammasat University Journal de la Universidad de Thammasat, colaborador habitual de The Journal of American History, profesor visitante del Programa de Estudios del Sudeste Asiático de la Universidad de California, Los Ángeles y del Instituto de Recursos Asiáticos de la Universidad Nacional de Singapur. En 1993 se incorporó como profesor de la Facultad de Letras de la Universidad de Thammasat, de la que es decano en 2008.
Es autor de numerosos artículos, ensayos y libros, la mayoría sobre historia política contemporánea de Asia, la esclavitud y la defensa de los derechos a través de la historia.